# Peñón de Ifach
Le Peñón de Ifach (en castillan) ou Penyal d'Ifac (en valencien), littéralement « piton d'Ifach » (ou « rocher d'Ifach », à l'instar de celui de Gibraltar), est une grande masse calcaire dominant la ville de Calp (province d'Alicante en Espagne), aux flancs escarpés plongeant dans la mer Méditerranée depuis ses 327 mètres de hauteur maximale et rejoignant la terre par un isthme détritique. Depuis l'ouverture en 1918 d'un tunnel d'une cinquantaine de mètres traversant une de ses parois par la face Nord-Est, on peut remonter par un sentier au sommet du Peñón. Jusqu'à ce tunnel, l'accès pavé est accessible à tous. Après ce passage, les indications présentes sur place recommandent de bonnes chaussures et déconseillent la poursuite aux jeunes enfants. Le sentier constitué surtout de roches saillantes rend en effet la progression plus technique, mais des aménagements tels des cordes de maintien permettent tout de même d'accéder sans trop de peine au sommet, sous réserve de ne pas être hypersujet au vertige.
Dans les environs, on remarque les marais salants de Calp qui s'étendaient du temps des Grecs depuis le rocher jusqu'aux montagnes les plus proches selon Jessen. L'étang est devenu un marais salant abandonné au XVIIe siècle et récupéré depuis.
Avec ses 45 hectares, le parc naturel del Peñón de Ifach est l'un des plus petits en Europe. Cependant, ses caractéristiques bioclimatiques, la nature de ses sols basiques, sa situation et son orientation confèrent une grande singularité à sa faune et sa flore.
Il est le parc naturel le plus visité de la Communauté valencienne avec plus de cent mille visiteurs par an. C'est également un site d'escalade mondialement réputé.

## Histoire

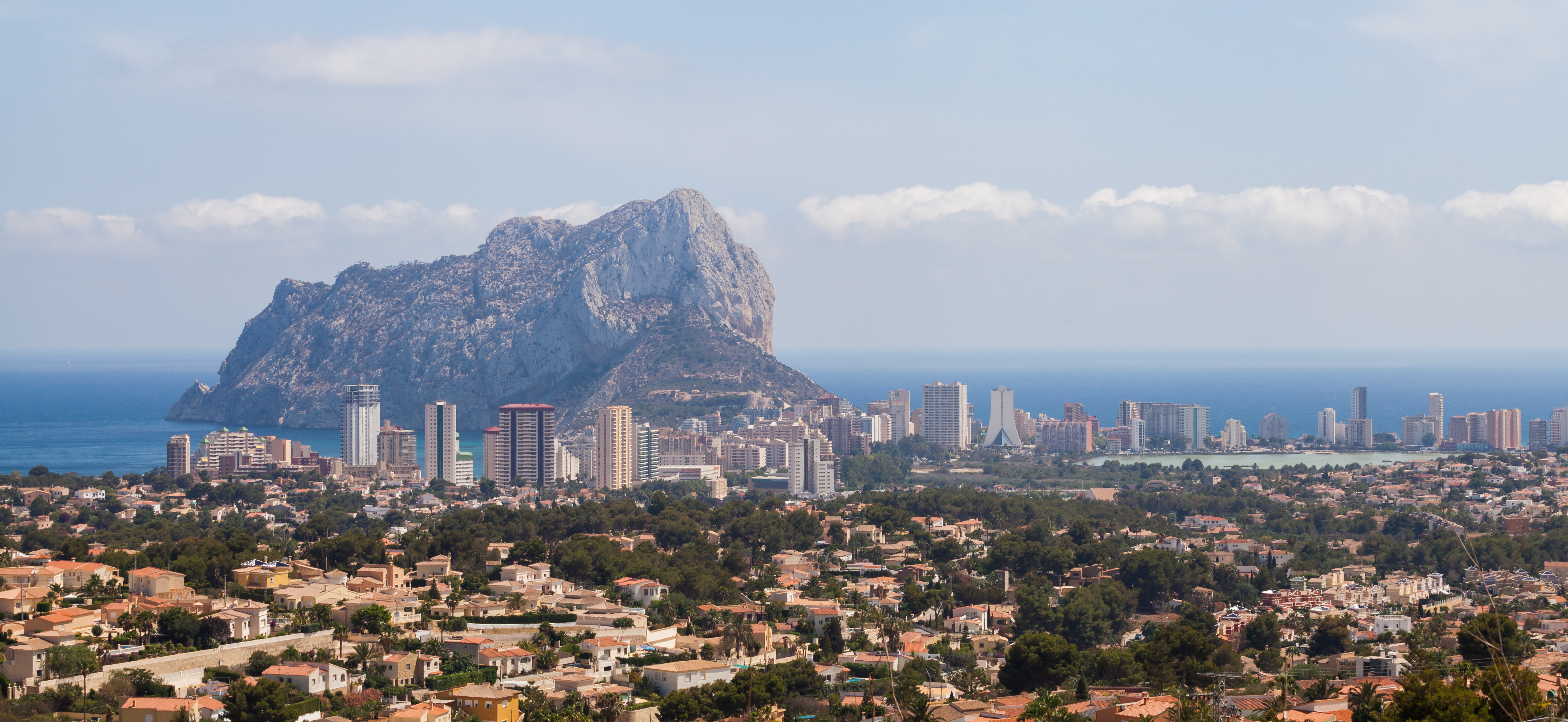
Calpe et Peñón de Ifach.

Sur le Peñón de Ifach se sont établies différentes populations depuis les temps les plus reculés. Au pied du massif, sur le versant occidental, s'est établie une population ibérique entre les IVe et IIIe siècles av. J.-C.
À l'époque romaine, les habitants sont descendus sur l'isthme reliant le rocher au continent. Des restes de céramiques et des pièces de monnaie qui ont été retrouvées permettent d'affirmer que les versants du rocher ont été habités pendant le Moyen Âge. Les attaques des navigateurs par la mer ont cependant obligé les habitants du Peñón à descendre jusqu'au village de Calp et à créer un système de surveillance pour prévenir des incursions pirates.
Le Peñón de Ifach a appartenu à la commune de Calp jusqu'en 1862, année où il est devenu une propriété privée. Après avoir appartenu à de nombreux propriétaires, il a été racheté par le gouvernement de Valence, avant d'être classé parc naturel en 1987.

## Flore
Le Peñón regroupe différentes communautés végétales. Sur les grandes parois de roches se développe une végétation rupicole spécialisée dans la colonisation des crevasses, des fissures et des saillies où s'accumule un peu de terre. On observe également de nombreuses espèces endémiques qui font partie de cette végétation, tels que le Silène d'Ifach, espèce rare de thym quasiment disparue, le teucrium d'Ifach, la scabieuse rupestre ou la violette des rochers.
Sur les niveaux moyen et haut du versant septentrional se développe une végétation arbustive de bordure, comme le palmier nain ou le genévrier rouge. Cette communauté arbustive se compose également d'alaterne ou de raisin de mer. Elle est intéressante à observer car isolée dans le Peñón, à l'abri de l'invasion de quercus (chêne vert, chêne, etc).
Sur la partie basse du versant septentrional, on retrouve d'autres espèces arbustives telles que le chèvrefeuille, l'asperge sauvage, le genévrier, la garance, le jasmin de montagne ainsi que des palmiers nains.
À la base du Peñón, une végétation nitrophile se développe et on trouve également des restes de culture de caroubiers ou d'amandiers.

## Faune
Comme le reste de la Marina Alta, le Peñón présente une richesse malacologique remarquable de par la variété d'espèces de mollusques pulmonés terrestres (escargots). la présence de coléoptères est aussi intéressante.
Il existe quelque quatre-vingt espèces différentes d'oiseaux parmi lesquels des nicheurs, des migrateurs et des errants. À souligner la présence du faucon d'Éléonore, du cormoran huppé et d'étourneaux. Les oiseaux les plus présents sont le martinet pâle, le goéland leucophée et la crécerelle[Laquelle ?].
Les rapaces et les nombreux goélands font leurs nids dans les creux de la face méridionale ensoleillée tandis que les cormorans et les mouettes font les leurs au pied du rocher.
Plus insolite, des chats ont également investi le sommet du Peñón, à l'affût de toute nourriture transportée par les randonneurs.